# Picuris

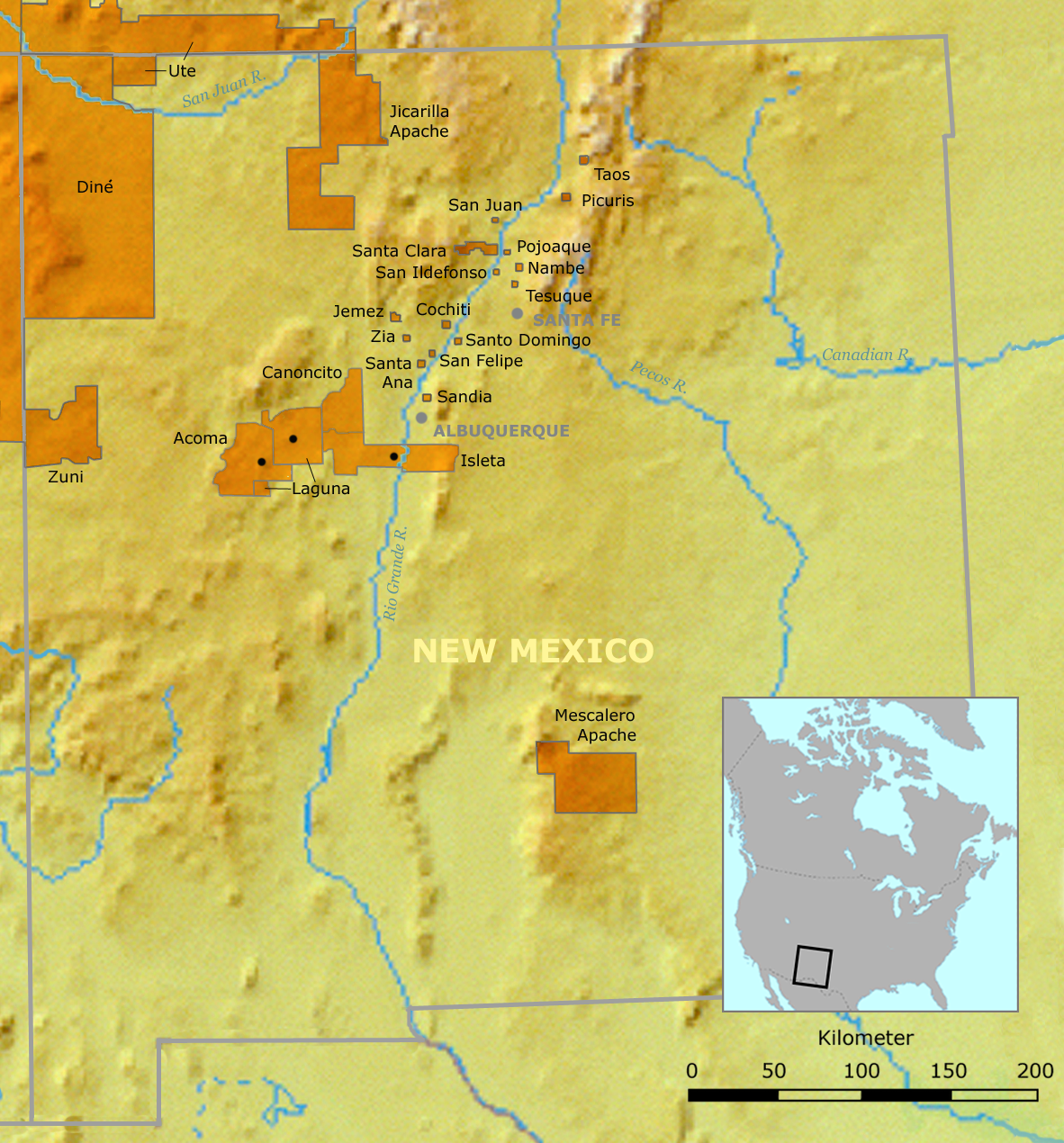
Lage des Picuris-Pueblos, benachbarter Pueblos und Reservate in New Mexico

Die Picuris sind ein Indianervolk des nordamerikanischen Südwestens und gehören zu den Pueblo-Indianern. Sie sprechen Tiwa, eine Sprache aus der Kiowa-Tano-Sprachfamilie. Der Name Picuris ist eine spanische Verfremdung der Bezeichnung Pekuria aus der Keres-Sprache. Der eigene Name lautet Piwwetha und bedeutet Pass in den Bergen. Der Pueblo liegt im Südwesten der USA an einem Nebenfluss des Rio Grande, etwa 50 km nordöstlich von Santa Fe in New Mexico.

## Geschichte
Die Picuris und Taos stammen von denselben Vorfahren ab, die sich um 900 n. Chr. ungefähr im heutigen Wohngebiet ansiedelten. Irgendwann im 12. Jahrhundert teilte sich dieses Volk und bildete zwei separate Gruppen. Wie die Taos hatten auch die Picuris wiederholt Kontakte mit den Plainsstämmen, besonders mit den Jicarilla-Apachen, wobei es manchmal zu Mischehen kam.
Der Original-Pueblo, heute teilweise ausgegraben, liegt am Nordrand des heutigen Dorfes. Er stammt aus dem Jahre 1250 n. Chr. und wurde erstmals in den frühen 1540er Jahren von Spaniern aufgesucht. Sie nannten ihn San Lorenzo und errichteten dort 1621 eine Mission.
Luis Tupato, einer der Führer des Pueblo-Aufstands, war der Gouverneur von Pecuris. Der Pueblo hatte zu dieser Zeit eine Bevölkerung von 3000 Einwohnern und spielte eine wichtige Rolle bei der Rebellion, weil er eine starke Truppe von Kriegern für den Kampf gegen die Spanier aufstellen konnte.
1692 unterwarfen sie sich erneut der spanischen Autorität, jedoch kam es innerhalb der folgenden fünf Jahre zu drei weiteren Revolten. Nach dem letzten Aufstand im Jahre 1696 verließen die Pecuris ihren Pueblo, um Zuflucht in der Siedlung der Jicarilla Apachen El Cuartelejo im westlichen Kansas zu suchen. 1706 kehrten sie, erheblich dezimiert durch Krankheiten und Kriege, in ihren Pueblo zurück. Die heutige Kirche wurde nach dem Wiederaufbau des Dorfes um 1770 errichtet.

## Kultur
Gegenwärtig befindet sich Picuris im Zustand des Zerfalls. Der Mangel an lokalen Verdienstmöglichkeiten zwingt die Einwohner mit handwerklichen Fähigkeiten oder Ausbildung, den Pueblo zu verlassen, und so entziehen sie dem Dorf die Chance, sich zu einer selbständigen Gemeinde zu entwickeln. Die im Dorf lebenden Picuris ergänzen ihren saisonalen Arbeitslohn durch Ackerbau, Viehzucht und Handwerksarbeit. Die glimmerhaltigen Ton enthaltenden Töpferwaren der Picuris wurden seit Hunderten von Jahren bis in entfernte Gebiete gehandelt. Ein halbes Dutzend Frauen stellen noch diese nicht bemalten Kochgefäße her, die bei Indianern und Amerikanern sehr gefragt sind. Sie gehören zu den wenigen Stücken der Pueblotöpferei, die noch praktischen Zwecken dienen. Im Jahr 2000 gab es 254, davon 85 ständige, Bewohner in dem etwa 60 km² großen Reservat.